# 脱クレオール化
脱クレオール化（だつクレオールか、英語: decreolization）とは、クレオール化の結果誕生した言語がその上層言語の文法に引きずられ、本来の特徴を失って同化されてゆくこと。
全てのクレオールで起こるわけではなく、クレオール語を母語とする集団がその上層言語を母語とする集団の支配を脱しきれない時に起こる。この場合、クレオール語の上層言語は引き続きクレオール語との言語接触に於いて上層として振る舞い、借用語や文法がクレオール語に移入され両言語の連続体を形成する。これはクレオールに限らず近似した言語同士の不均衡な言語接触ではよく起こりうることである。
逆にクレオール語がその上層言語の支配を脱した場合には通常の変化をたどり、更にクレオール語の元となった上層言語とは別の新たな上層言語の影響を受けることもある。